# Csuklyásszúfélék
A csuklyásszúfélék (Bostrichidae) a rovarok (Insecta) osztályában a bogarak (Coleoptera) rendjébe, azon belül a mindenevő bogarak (Polyphaga) alrendjébe tartozó család.

## Elterjedésük
A családba nagyjából 550 faj tartozik, melyek nagyrészt a trópusokon terjedtek el, elsősorban a szárazabb erdős területeken. Európában 47 fajuk és alfajuk ismert.

## Felépítésük
Testük 2–20 milliméter hosszú, általában megnyúlt, hengeres vagy lapított, szőrös vagy csupasz. Fejüket az előhát felülről csuklyaszerűen eltakarja, de a Lyctinae, Polycaoninae és Psoinae alcsaládok tagjainál felülről is látható. Csápjuk 9–11 ízből áll, az utolsó 2–3 íz megnagyobbodott. Lábfejízeik száma minden lábon és mindkét ivarnál 5. Lábfejeik általában hosszúak.

## Életmódjuk
A legtöbb faj lárvái elhalt fában élnek, és mivel a cellulózt nem képesek lebontani, a nagyobb keményítőtartalmú szíjácsban rágnak. Több fajuk a műszaki célokra felhasznált faanyag kártevője. Egyes fajok keményítőtartalmú magvakban fejlődnek – nálunk a gabonacsuklyásszú (Rhyzopertha dominica) –, és ezzel szintén kárt okozhatnak.

## A Magyarországon előforduló alcsaládok, genuszok és fajok
A csuklyásszúféléknek Magyarországon 15 faja fordul elő.
Bostrichinae Latreille, 1802 – Igazicsuklyásszú-formák
Apate Fabricius, 1775
Apate monachus  Fabricius, 1775 – nagy csuklyásszú
Bostrichus Geoffroy, 1762
Bostrichus capucinus (Linnaeus, 1758) – piros csuklyásszú
Lichenophanes Lesne, 1899
Lichenophanes varius (Illiger, 1801) – tarka csuklyásszú
Scobicia Lesne, 1901
Scobicia chevrieri (A. Villa et J. B. Villa, 1835) – pilláshomlokú csuklyásszú
Sinoxylon Dufschmid, 1825
Sinoxylon muricatum (Linnaeus, 1767) – hatfogú csuklyásszú
Sinoxylon perforans (Schrank, 1789) – nagytüskés csuklyásszú
Xylopertha Guérin-Méneville, 1845
Xylopertha retusa (A. G. Olivier, 1790) – fekete csuklyásszú
Dinoderinae C. G. Thomson, 1863 – Törpecsuklyásszú-formák
Dinoderus Stephens, 1830
Dinoderus minutus (Fabricius, 1775) – bambuszfúró csuklyásszú
Rhyzopertha Stephens, 1830
Rhyzopertha dominica (Fabricius, 1792) – gabonacsuklyásszú
Lyctinae Billberg, 1820 – Falisztbogárformák
Lyctus Fabricius, 1792
Lyctus brunneus (Stephens, 1830) – barna falisztbogár
Lyctus linearis (Goeze, 1777) – közönséges falisztbogár
Lyctus pubescens Panzer, 1792 – nagy falisztbogár
Trogoxylon LeConte, 1862
Trogoxylon impressum (Comolli, 1837) – gödrös falisztbogár
Trogoxylon parallelipipedum (Melsheimer, 1846) – amerikai falisztbogár
Psoinae Blanchard, 1851 – Ösztövércsuklyásszú-formák
Psoa Herbst, 1797
Psoa viennensis  Herbst, 1797 – venyigecsuklyásszú

## Képek

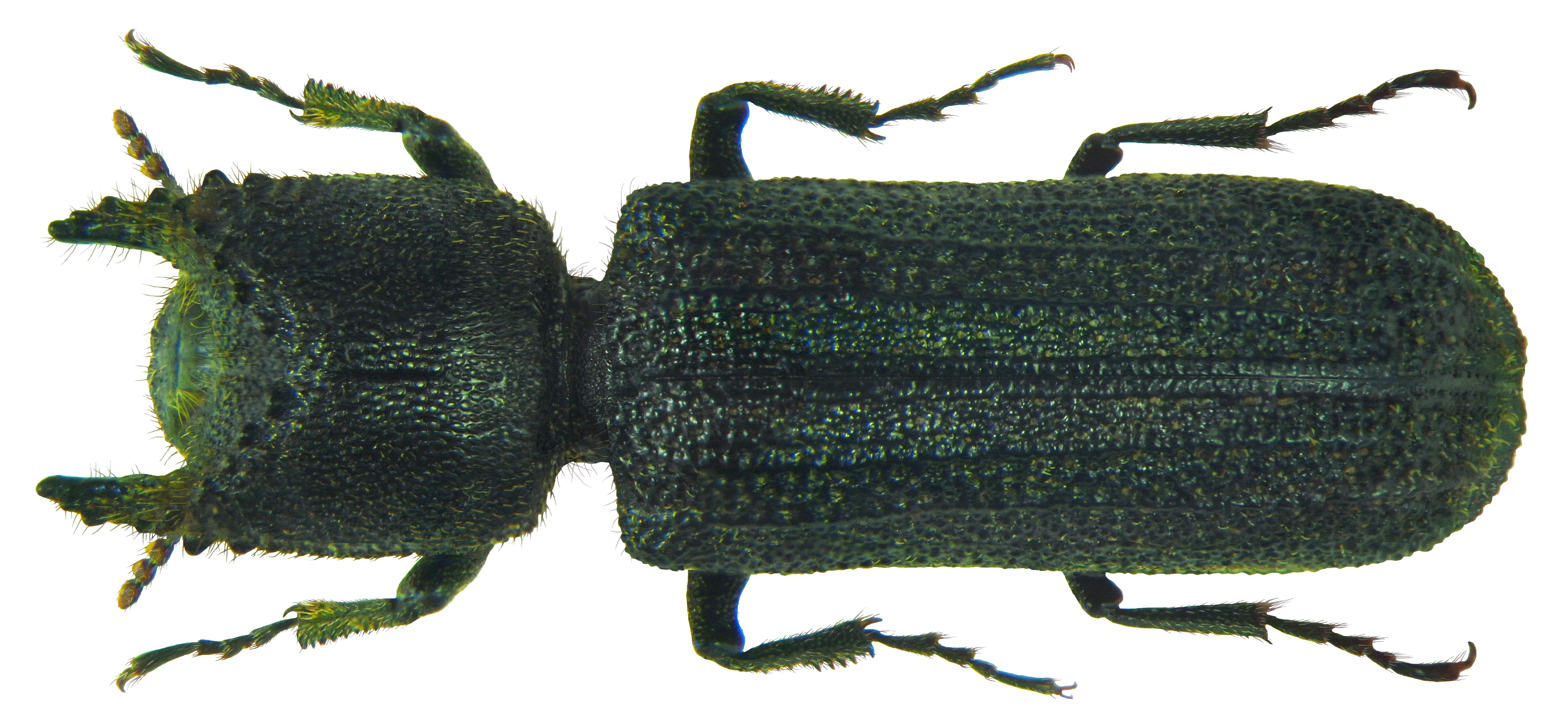
Afrikai csuklyásszúfaj (Bostrychoplites cornutus)
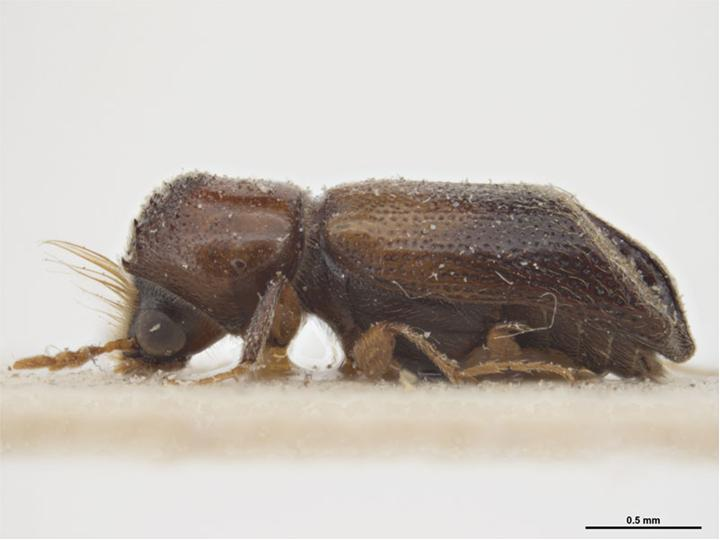
Pilláshomlokú csuklyásszú (Scobicia chevrieri)
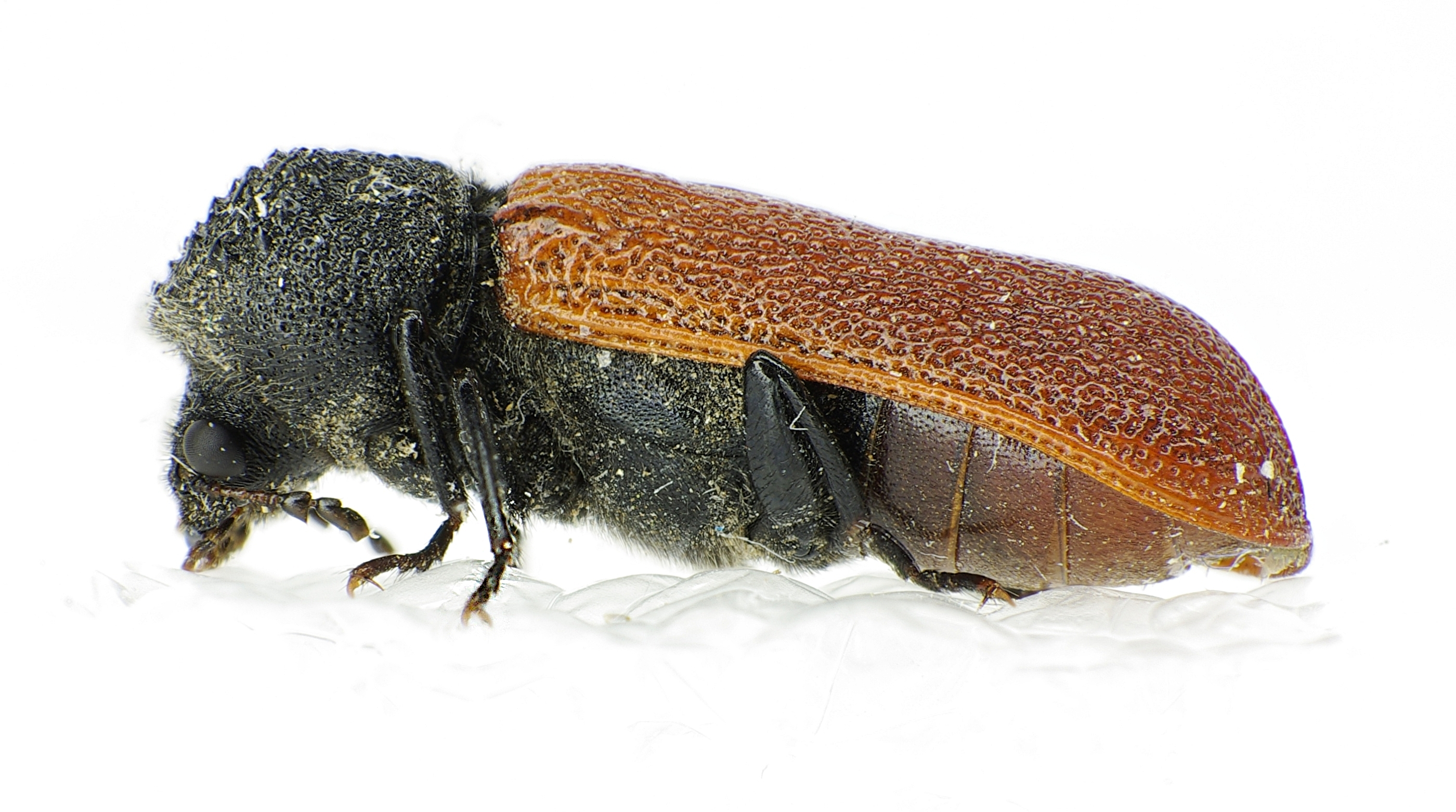
Piros csuklyásszú (Bostrichus capucinus)
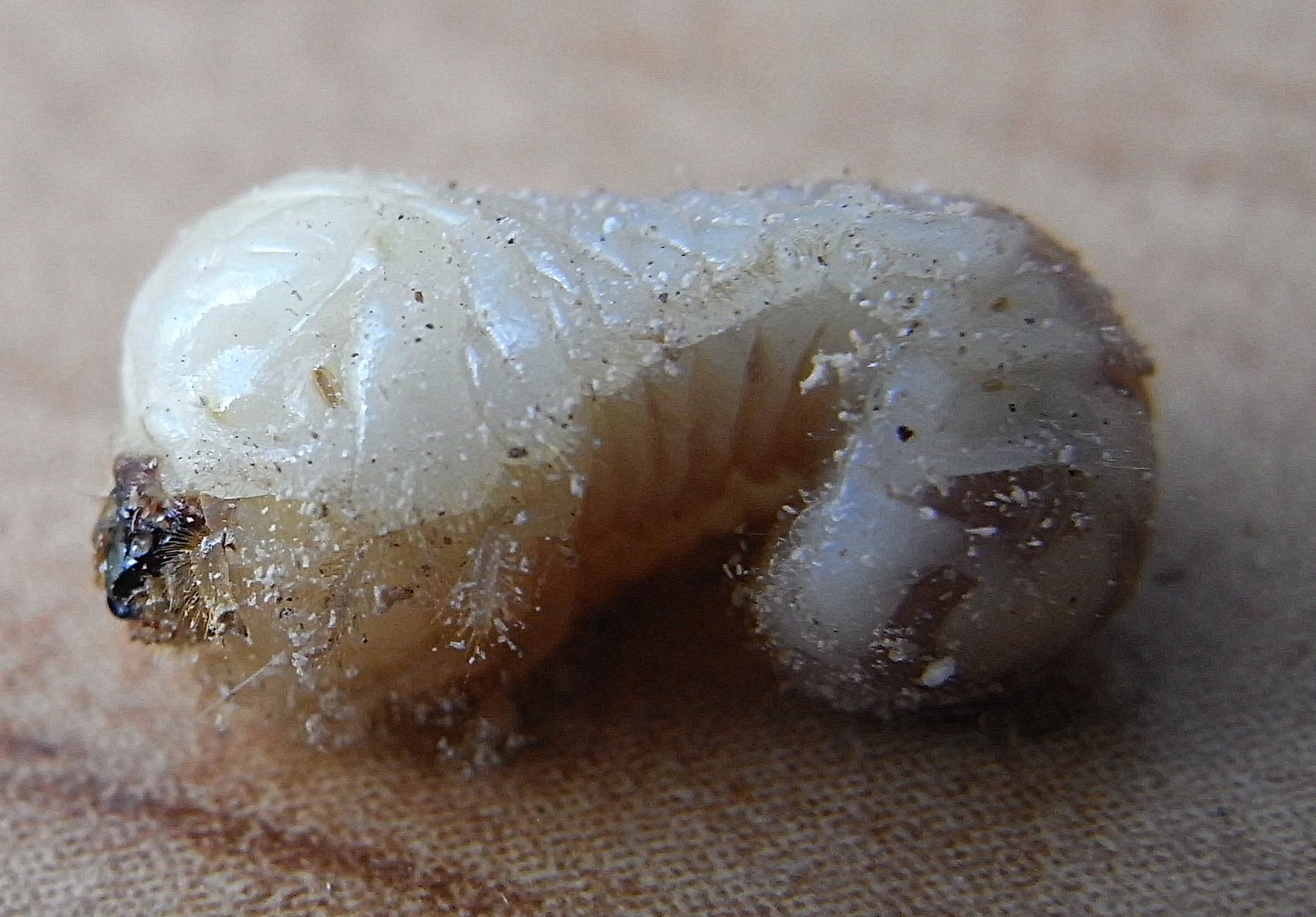
Piros csuklyásszú (Bostrichus capucinus) lárvája
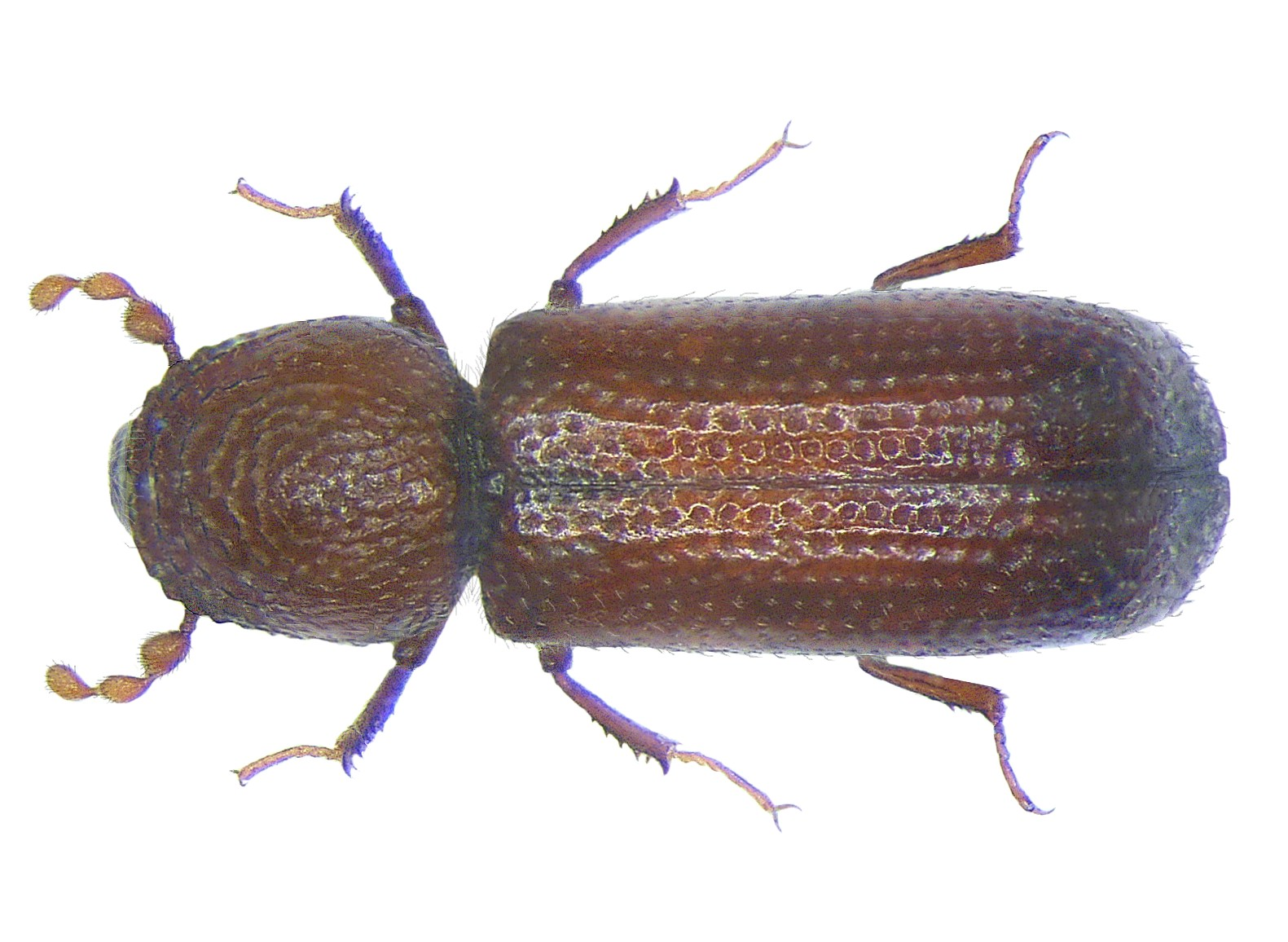
Gabonacsuklyásszú (Rhyzopertha dominica)
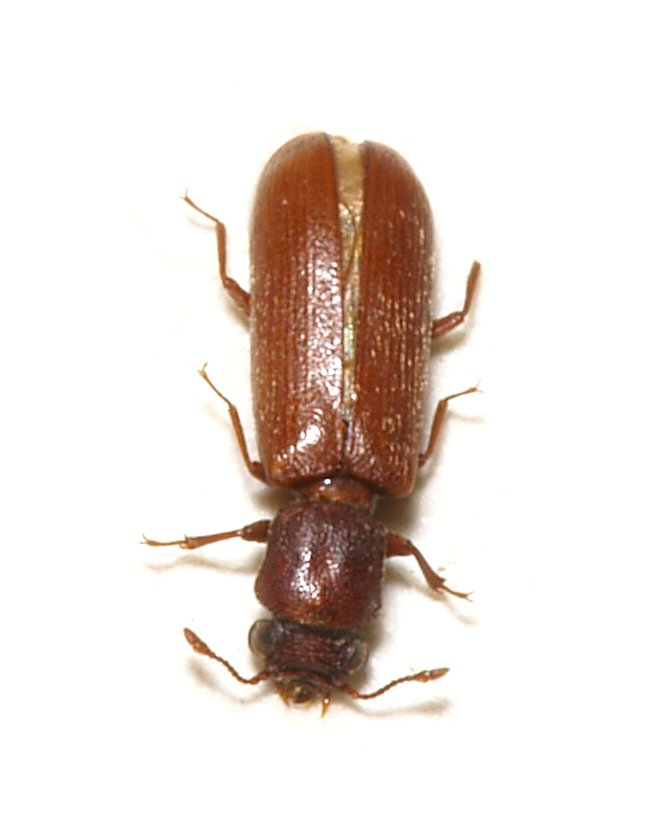
Barna falisztbogár (Lyctus brunneus)
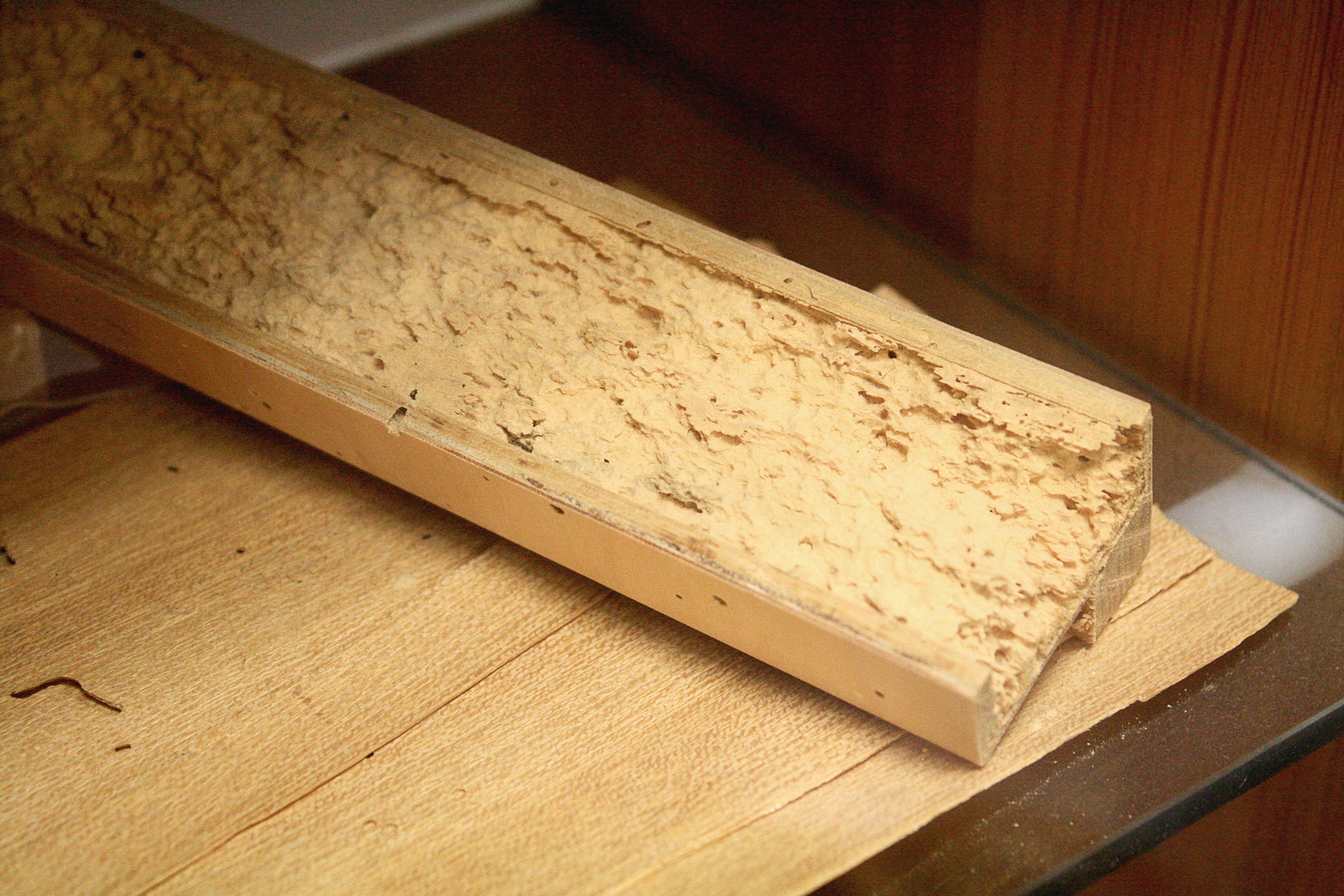
Barna falisztbogár (Lyctus brunneus) kártétele
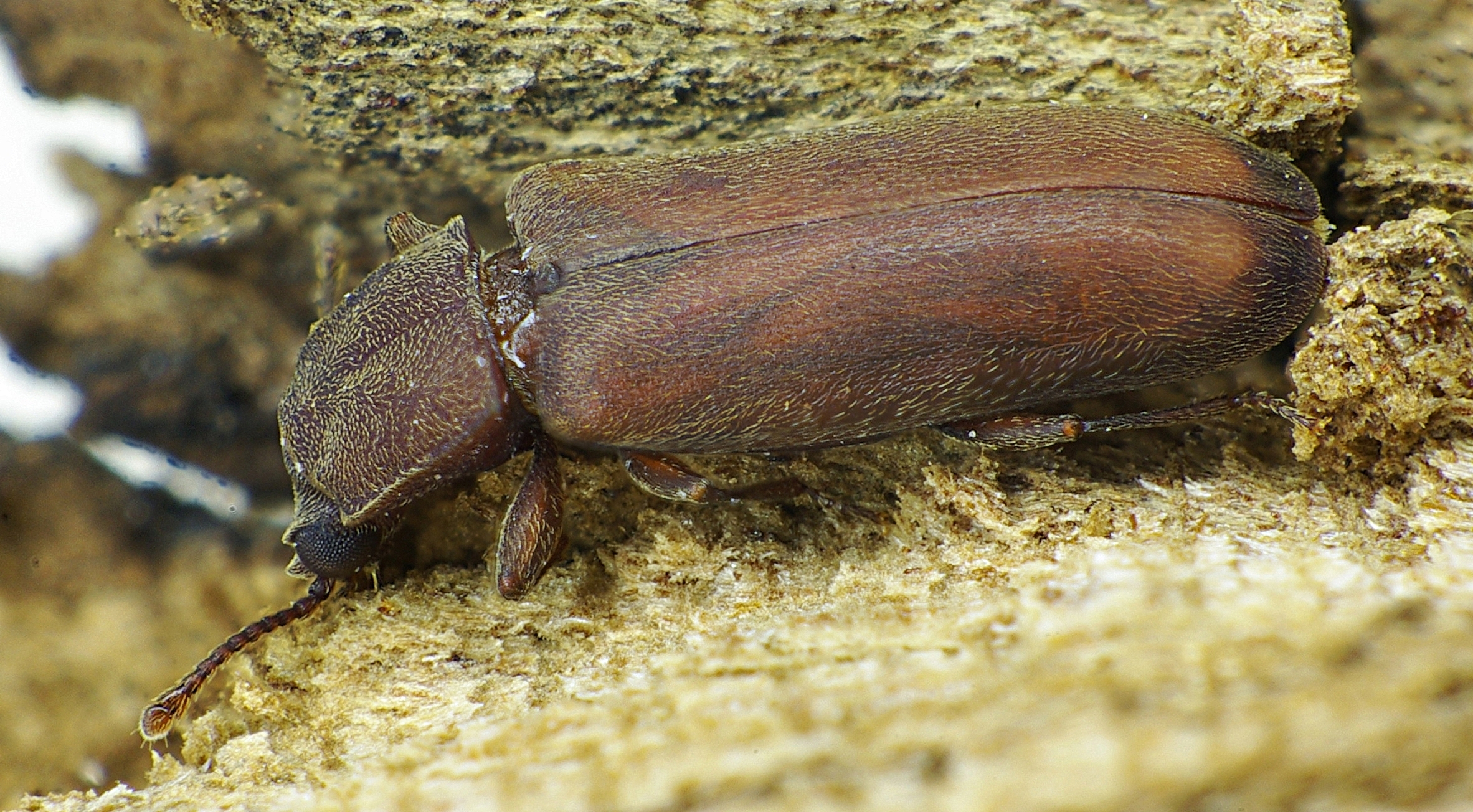
Gödrös falisztbogár (Trogoxylon impressum)

## Fordítás
- Ez a szócikk részben vagy egészben  a   Hettebiller című norvég Wikipédia-szócikk fordításán alapul.  Az eredeti cikk szerkesztőit annak laptörténete sorolja fel. Ez a jelzés csupán a megfogalmazás eredetét és a szerzői jogokat jelzi, nem szolgál a cikkben szereplő információk forrásmegjelöléseként.